# De två änkorna

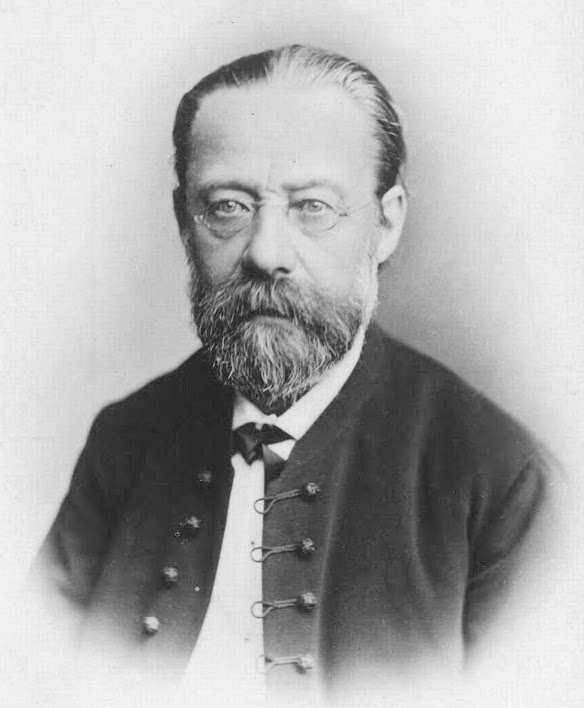
Bedřich Smetana

De två änkorna (tjeckiska:Dvĕ vdovy) är en komisk opera i två akter med musik av Bedřich Smetana och libretto av Emanuel Züngel efter pjäsen Les deux veuves (1860) av Félicien Mallefille. Det är Smetanas enda fullbordade opera som inte bygger på en tjeckisk förlaga.

## Historia
Smetana skrev De två änkorna på en fransk pjäs, som hade gjort stor lycka på den tjeckiska teatern i Prag, men enligt hans önskan flyttade librettisten Züngel handlingen från Frankrike till Böhmen. Operan hade premiär den 27 mars 1874 på Provisoriska teatern i Prag under ledning av Smetana själv. Trots den charmfulla musiken fick operan inte samma hänförda mottagande som Brudköpet. 1874 arbetade Smetana om den så att den talade dialogen ersattes med recitativ, dessutom lade han in ett ungt par, Lidka och Tonik. Den versionen hade premiär den 20 oktober och gjorde stor succé. 

## Personer
- Karolina, en ung änka (sopran)

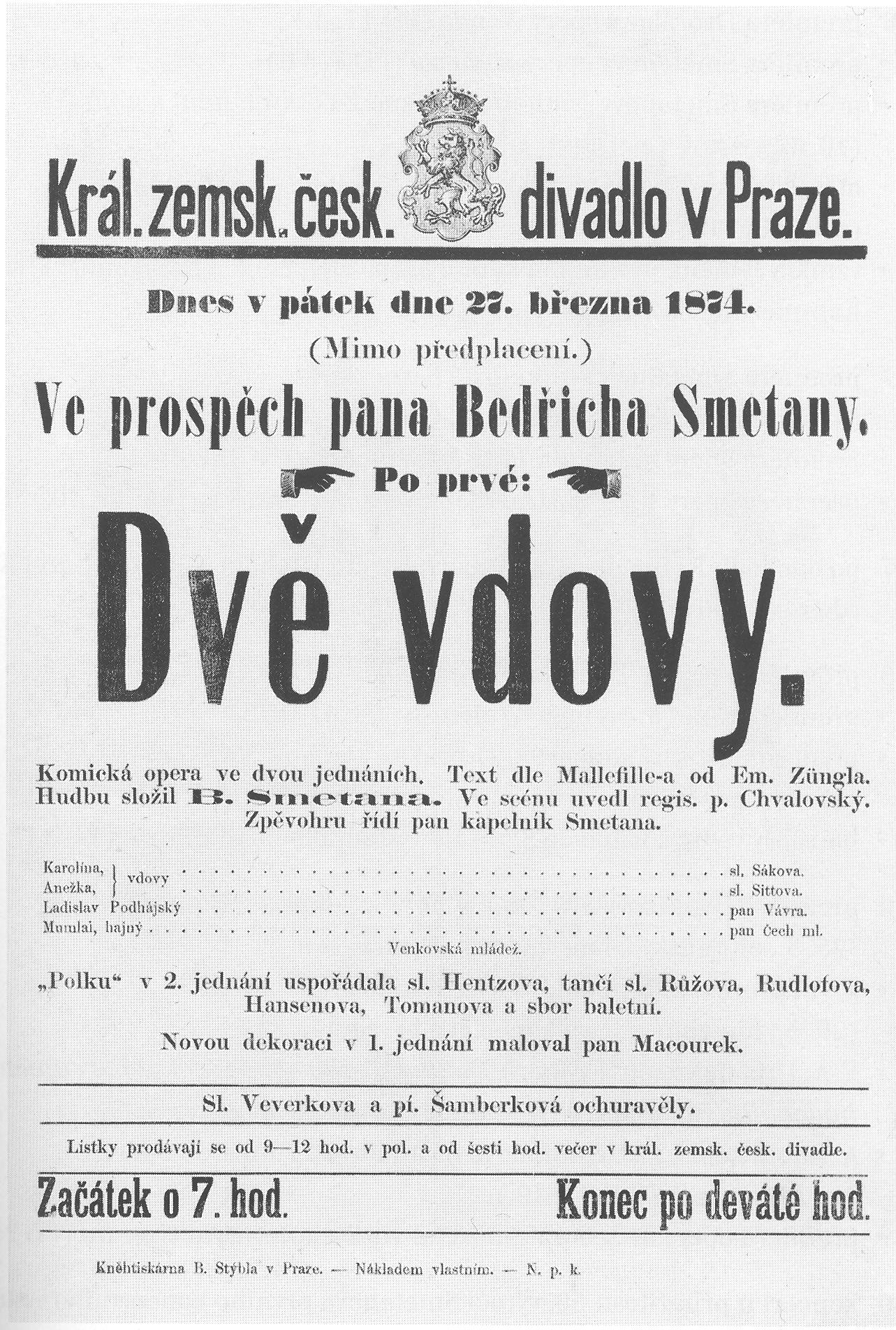
Affisch till premiären.

- Anežka, hennes syster, också en ung änka (sopran)
- Ladislav, en godsägare (tenor)
- Mumlal, skogvaktare (bas)
- Toník, trädgårdsmästare (tenor)
- Lidka, hans fästmö (sopran)

## Handling
Akt I
Både systrarna Karolina och Anežka är änkor, men medan Karolina njuter av sin frihet sörjer Anežka alltjämt. Karolina råder henne att gifta om sig. Karolinas skogvaktare Mumlal kommer och beklagar sig över en tjuvskytt som aldrig träffar sitt byte. Det är grannen Ladislav som på så sätt vill komma in på godset så att han kan bekanta sig med Anežka. Då Mumlal fångar honom döms Ladislav till sin glädje till en halv dags inspärrning på slottet.
Akt II
Karolina har märkt att Anežka är förälskad i Ladislav men inte vill erkänna det, och därför går hon in för att göra Anežka svartsjuk. Ladislav försöker övertala Anežka att bekänna sin kärlek, men hon vidhåller att de aldrig kan bli annat än goda vänner. Vid skördefesten på kvällen dansar Karolina med Ladislav som hon kysser enligt gammal sed, och hon lyckas också få honom att erkänna att det var hans kärlek till Anežka som drog honom till slottet. Anežka ser dem tillsammans och missuppfattar situationen, och när han har blivit ensam med systern medger hon att hon älskar Ladislav. Denne har gömt sig i närheten och avlyssnar samtalet, så allt slutar lyckligt.